# 孙南雄
孙南雄（1943年7月—2025年7月18日），男，汉族，台湾台南人，中华人民共和国医学家、政治人物，曾任台盟中央常委、南京市委主委、南京市政协副主席、南京医科大学教授，第九届、第十届、第十一届全国政协委员。

## 生平
2008年，当选第十一届全国政协委员，代表台湾民主自治同盟，分入第十三组。